# Puchar Narodów Oceanii 2024 (eliminacje)
W eliminacjach do Pucharu Narodów Oceanii 2024 biorą udział trzy zespoły. Najlepsza z nich wywalczy awans na turniej. Turniej odbywa się

## Uczestnicy
W kwalifikacjach biorą udział trzy zespoły:
- Wyspy Cooka
- Samoa
- Tonga.

 Samoa Amerykańskie nie przystąpiły do rozgrywek.  Tuvalu oraz  Kiribati nie zostały dopuszczone do zawodów.

## Zasady
Trzy zespoły trafiają do jednej grupy. Każdy rozegra z każdym jeden mecz (nie dwumecz). Wszystkie mecze odbywają się w Nukuʻalofie, stolicy Tonga. Rozgrywane są w dniach 20–26 marca 2024. Zwycięzca grupy awansuje na Puchar Narodów Oceanii 2024. Pozostałe drużyny odpadają.

## Eliminacje

### Tabela
| Zespół      | Pkt | M | W | R | P | Br+ | Br− | +/− |
| ----------- | --- | - | - | - | - | --- | --- | --- |
| Samoa       | 6   | 2 | 2 | 0 | 0 | 5   | 1   | +4  |
| Wyspy Cooka | 3   | 2 | 1 | 0 | 1 | 1   | 1   | 0   |
| Tonga       | 0   | 2 | 0 | 0 | 2 | 1   | 5   | -4  |

### Mecze
| 20 marca 2023 02:00 CET | Tonga · Kite 90+5' | 1:4(0:2)Raport | Samoa · 11' (k.) Tumua · 45+1', 60' Viliamu · 89' Stowers | Teufaiva Sport Stadium, Nukuʻalofa Widzów: 500 Sędzia: Luke Gardner |
|                         |                    |                |                                                           |                                                                     |

| 22 marca 2023 23:00 CET | Samoa · Taualai 88' | 1:0(0:0)Raport | Wyspy Cooka | Teufaiva Sport Stadium, Nukuʻalofa Widzów: 300 Sędzia: Pari Oito |
|                         |                     |                |             |                                                                  |

| 26 marca 2023 02:00 CET | Wyspy Cooka · Saghabi 38' | 1:0(1:0)Raport | Tonga | Teufaiva Sport Stadium, Nukuʻalofa Widzów: 500 Sędzia: Laurie Fairamoa |
|                         |                           |                |       |                                                                        |

## Strzelcy
2 gole
- Nathan Viliamu

1 gol
- Ethan Stowers
- Vaa Taualai
- Dilo Tumua
- Kulisitofa Kite
- Taylor Saghabi